# Volo Advance Airlines 4210
Il volo Advance Airlines 4210 era un volo di linea regionale che si schiantò all'aeroporto di Sydney il 21 febbraio 1980, uccidendo tutte e 13 le persone a bordo del Beechcraft King Air 200 dell'Advance Airlines. Dopo il decollo dalla pista 25, il motore sinistro dell'aeromobile si guastò e il pilota richiese un atterraggio d'emergenza sulla pista 34. L'aereo si schiantò contro la diga durante il tentativo. L'incidente causò il maggior numero di vittime in un incidente aereo civile in Australia dal volo MacRobertson Miller Airlines 1750, un Vickers Viscount precipitato vicino a Port Hedland nell'Australia occidentale il 31 dicembre 1968, uccidendo tutti i 13 presenti a bordo.

## L'incidente
Il King Air VH-AAV operava come volo Advance Airlines DR4210 verso le contee di Temora e di Condobolin, nel Nuovo Galles del Sud, con un solo pilota e 12 passeggeri a bordo. L'aereo iniziò il decollo sulla pista 25 alle 19:08 e, dopo essere salito a un'altezza di non più di 150 piedi (46 m), fu osservato che si stabilizzava ed entrava in una leggera inclinazione a sinistra. Il pilota contattò la torre di controllo informando di aver subito un guasto al motore sinistro e chiedendo un immediato ritorno sulla pista 34. Il controllo del traffico aereo confermò la richiesta autorizzando il King Air ad effettuare un avvicinamento a vista sulla pista dietro un Boeing 727 della Ansett Airlines.
Mentre l'aereo continuava a virare verso la pista, scese a pochi piedi sopra l'acqua dirigendosi verso una diga che conteneva la pista che si estendeva sulla Botany Bay. Questa manovra spinse il controllore della torre a chiedere se l'avvicinamento e l'atterraggio sarebbero proceduti normalmente. La risposta del pilota, otto secondi dopo, fu "Alpha Alpha Victor negativo". Questa era anche l'ultima trasmissione dell'aereo. Alle 19:09:08 il sistema di allarme collisione dell'aeroporto di Sydney si attivò e comunicarono ai piloti del 727 dell'Ansett di accelerare il loro atterraggio e di lasciare la pista. Alle 19:09:20 il King Air venne autorizzato ad atterrare, ma il controllo del traffico non ricevette alcuna conferma. Alle 19:09:22 l'aereo colpì la diga a sei piedi (1,8 m) sopra la linea di galleggiamento. Il volo era durato appena 106 secondi, dal rilascio dei freni all'impatto. Sul luogo dell'incidente arrivarono cinque mezzi antincendio e le squadre spensero il fuoco entro 10 minuti dall'incidente.
L'impatto iniziale distrusse l'ala sinistra mentre una sezione dell'ala destra, compreso il suo motore, si separò dal velivolo e cadde vicino alla pista. La fusoliera fu inghiottita da un'esplosione causata dall'accensione del carburante quando si staccarono le ali. Il relitto principale rimbalzò sulla diga e atterrò capovolto su una pista di rullaggio, scivolando lungo il terreno per una distanza di circa 55 m (180 piedi). Tutti i 13 occupanti a bordo dell'aereo morirono in un incidente al quale è stato giudicato impossibile sopravvivere.

## Indagine e conseguenze
L'incidente ebbe un profondo impatto sulla comunità della piccola cittadina di campagna di Temora, poiché tutti i 12 passeggeri uccisi erano residenti nei distretti circostanti. Le vittime includevano un agente di polizia locale, sua moglie e il figlio di una settimana che erano stati trasportati in aereo a Sydney cinque giorni prima dell'incidente poiché aveva bisogno di cure mediche urgenti per una condizione respiratoria. La famiglia stava tornando a casa a bordo del volo 4210. È stato rivelato dal Sydney Morning Herald il giorno successivo all'incidente che il deputato statale di Temora, Jim Taylor, prendeva regolarmente quel volo in quello specifico giorno della settimana, ma quella settimana era invece volato a Parkes perché sua moglie era da quelle parti.
L'indagine iniziale sull'incidente venne condotta dalla Sezione Investigativa sulla Sicurezza Aerea del Dipartimento dei Trasporti che pubblicò il suo rapporto nel settembre 1981. Sebbene questa indagine non fu in grado di determinare in modo definitivo la causa dell'incidente, sono state tratte una serie di conclusioni sugli eventi che portarono al disastro. Ad esempio l'aereo era più pesante del peso massimo consentito di circa 128 kg (282 libbre) al momento della partenza a causa di una procedura aziendale che prevedeva l'utilizzo del peso medio standard (stimato). Era stato apportato un emendamento al Manuale delle operazioni della compagnia, che consigliava ai piloti di utilizzare un'impostazione di potenza ridotta per il decollo per ridurre l'usura dei motori degli aerei, ma questo emendamento non è era stato approvato dal Dipartimento dei trasporti. Se combinati con la temperatura ambientale di 39 °C (102 °F) e un aereo sovraccarico, questi fattori avrebbero influito negativamente sul carico di lavoro del singolo pilota, riducendo le prestazioni del motore sinistro del King Air. L'indagine stabilì che il motore sinistro era probabilmente guasto a causa della contaminazione dell'acqua dei serbatoi di carburante dell'aereo, ma la fonte della contaminazione non è mai stata stabilita con certezza.
Si aprì una commissione d'inchiesta, guidata da Sir Sydney Frost, il 1º dicembre 1981, della durata di 90 giorni. Il 27 gennaio 1982 i funzionari lì riuniti ascoltarono le prove di un ex pilota capo di Advance Airlines, il quale riferì che nei giorni in cui la temperatura superava i 28 °C (82 °F) (come il giorno dell'incidente), sarebbe stato necessario utilizzare un'impostazione di potenza superiore a quella consigliata nel manuale operativo dell'azienda, e nella sua interpretazione del manuale ciò era abbastanza chiaro. Disse anche che Advance Airlines controllava la presenza di acqua nel sistema di alimentazione ogni volta che l'aereo veniva rifornito di carburante. Quando l'aereo operò un volo di linea il giorno prima dell'incidente, funzionava "abbastanza bene. Nel 1983 la commissione d'inchiesta pubblicò i suoi risultati, attribuendo l'incidente ad un errore del pilota e alla presenza di acqua nel serbatoio del carburante, che portò al guasto nel motore. La commissione raccomandò che gli aerei commerciali operanti in Australia con più di nove passeggeri dovevano essere gestiti da due piloti. Questa raccomandazione è stata implementata dal regolatore dell'aviazione australiano.